# Quyền LGBT ở Cộng hòa Dân chủ Ả Rập Xarauy
Quyền LGBT ở Cộng hòa Dân chủ Ả Rập Sahrawi phải đối mặt với những thách thức pháp lý mà những người không phải LGBT không gặp phải.

## Luật về quan hệ tình dục đồng giới

### Tỉnh Sahara của Tây Ban Nha
Năm 1822, Vương quốc Tây Ban Nha bộ luật hình sự đầu tiên được thông qua và quan hệ tình dục đồng giới đã được hợp pháp hóa. Năm 1928, dưới chế độ độc tài của Miguel Primo de Rivera, hành vi phạm tội "hành vi đồng tính theo thói quen" đã bị xem xét lại ở Tây Ban Nha. Năm 1932, quan hệ tình dục đồng giới một lần nữa được hợp pháp hóa tại Tây Ban Nha.
Trong Nội chiến Tây Ban Nha, nhà thơ Federico García Lorca đã bị xử tử bởi lực lượng dân tộc được cho là đồng tính, trong số những điều khác, tuy nhiên điều này không thể được xác nhận. Cải cách pháp lý vào năm 1944 và 1963 đã trừng phạt quan hệ tình dục đồng giới theo "hành vi công khai tai tiếng". Năm 1954, Luật Tình dục năm 1933 đã được sửa đổi để tuyên bố rằng người đồng tính là "mối nguy hiểm", đánh đồng nó với proxenetism (mua sắm). Văn bản của luật tuyên bố rằng các biện pháp trong đó "không phải là hình phạt thích đáng, mà chỉ là các biện pháp an ninh, được đặt ra với mục đích phòng ngừa gấp đôi, với mục đích bảo đảm tập thể và khao khát sửa chữa những đối tượng đó rơi xuống mức đạo đức thấp nhất. Luật này không nhằm trừng phạt, mà là để sửa đổi và cải cách ". Tuy nhiên, cách áp dụng luật rõ ràng là trừng phạt và độc đoán: cảnh sát thường sử dụng luật Vagrancy chống lại những người bất đồng chính kiến bị nghi ngờ, sử dụng đồng tính luyến ái của họ như một cách để đi vòng quanh các bảo đảm tư pháp.
Tuy nhiên, trong các trường hợp khác, sự quấy rối của những người đồng tính nam, đồng tính nữ và người chuyển giới rõ ràng được hướng vào các cơ quan tình dục của họ, và những người đồng tính luyến ái (chủ yếu là nam) đã được gửi đến các nhà tù đặc biệt gọi là "galerías de invertidos" ("phòng trưng bày những kẻ lệch lạc"). Hàng ngàn người đồng tính đã bị bỏ tù, bị đưa vào trại hoặc bị nhốt trong các viện tâm thần dưới triều đại của Franco, kéo dài 40 năm cho đến khi ông qua đời năm 1975. Năm đó, Nhà nước Pháp nhường chỗ cho nền dân chủ lập hiến hiện tại, nhưng vào đầu những năm 70, các tù nhân đồng tính đã bị bỏ qua bởi hoạt động chính trị ủng hộ những người chống đối chính trị "truyền thống" hơn. Một số nhà hoạt động đồng tính phản đối thực tế rằng việc bồi thường không được thực hiện cho đến năm 2008.
Tuy nhiên, vào những năm 1960, những cảnh đồng tính lén lút bắt đầu xuất hiện ở Barcelona, một thành phố đặc biệt khoan dung dưới Nhà nước Pháp, và trong các trung tâm phản văn hóa của Ibiza và Sitges (một thị trấn thuộc tỉnh Barcelona, Catalonia, vẫn là một địa điểm du lịch đồng tính rất nổi tiếng). Vào cuối những năm 1960 và 1970, một cơ thể của văn học đồng tính đã xuất hiện ở Catalan. Thái độ ở Tây Ban Nha lớn hơn bắt đầu thay đổi khi trở lại chế độ dân chủ sau cái chết của Franco thông qua một phong trào văn hóa được gọi là La Movida. Phong trào này, cùng với sự phát triển của phong trào quyền của người đồng tính ở phần còn lại của châu Âu và thế giới phương Tây là một yếu tố lớn khiến Tây Ban Nha ngày nay trở thành một trong những nơi khoan dung nhất về mặt xã hội. Năm 1970, Luật Nguy hiểm Xã hội quy định hình phạt tù ba năm đối với những người bị buộc tội quan hệ tình dục đồng giới.

### Hiện nay
Trong khi hôn nhân đồng giới hiện là hợp pháp ở Tây Ban Nha, đồng tính luyến ái vẫn bị trừng phạt bằng hình phạt tù ở cả Tây Sahara và Morocco. Tây Sahara là thuộc địa cũ của Tây Ban Nha duy nhất trong đó đồng tính luyến ái là bất hợp pháp.